# 声を聞かせて/crazy girl
『声を聞かせて/crazy girl』（こえをきかせて / クレイジー・ガール）は、BENIの20枚目のシングル。ユニバーサルミュージック移籍後12作目のシングルである。

## 収録曲
1. 声を聞かせて
  - 作詞・作曲：BENI／編曲：Gen Ittetsu
2. crazy girl
  - 作詞：BENI／作曲：lil' showy
3. 声を聞かせて (Instrumental)
4. crazy girl (Instrumental)